# Нойермарк-Любарс
Нойермарк-Любарс (нем. Neuermark-Lübars) — община в Германии, в земле Саксония-Анхальт. 
Входит в состав района Штендаль. Подчиняется управлению Эльбе-Хафель-Ланд.  Население составляет 343 человека (на 31 декабря 2006 года). Занимает площадь 20,65 км².